# Bellingham (Londyn)
Bellingham – dzielnica Londynu, w Wielkim Londynie, leżąca w gminie Lewisham. Leży 10,6 km od centrum Londynu. W 2011 roku dzielnica liczyła 14 775 mieszkańców.